# Gvožđe sumporni klaster
Gvožđe sumporni klasteri su ansembli gvožđa i sulfidnih centra. Fe-S klasteri su značajni u kontekstu njihove biološke uloge za gvožđe-sumporne proteine. Mnogi Fe-S klasteri su poznati u oblasti organometalne hemije, i kao prekurzori sintetičkih analoga bioloških klastera.